# Sally Hemings
Sally Hemings (contea di Charles City, 1773 – Charlottesville, 1835) è stata una schiava del terzo Presidente degli Stati Uniti Thomas Jefferson.

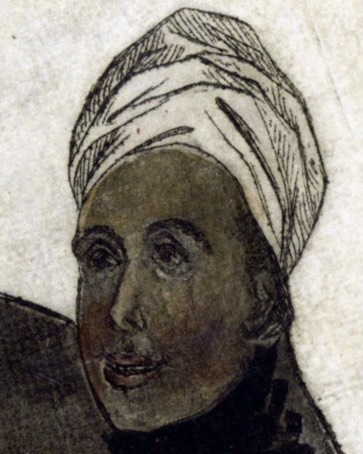
L'unica immagine contemporanea conosciuta di Sally Hemings, datata circa 1804.

Per un quarto di origine africana e per tre quarti europea, si ritiene che fosse sorellastra della moglie di Jefferson, Martha Wayles Skelton Jefferson. Sin dal 1802 si diffusero voci di una sua relazione con il presidente, non nuovo a sospetti di aver avuto relazioni forzate e figli con altre sue schiave nere. Esami del DNA condotti nel 1998 sui discendenti di Hemings hanno accertato che un maschio della famiglia di Jefferson, forse lo stesso presidente, fu padre di almeno uno dei suoi figli.
Inoltre Sally non ha mai vissuto veramente da donna libera.

## Biografia
Stando alla testimonianza di uno dei suoi figli, Madison, Sally Hemings discendeva per parte della madre, Betty Hemings, dal capitano inglese Hemings e da una donna nativa dell'Africa. Insieme agli altri membri della sua famiglia, Sally era di proprietà di John Wayles. Alla morte di Wayles (1773), tutti gli Hemings passarono alla figlia Martha, moglie di Thomas Jefferson. Martha e Sally erano probabilmente sorellastre, nate entrambe da John Wayles. Alla morte di Martha (1782), Sally diventò di proprietà di Jefferson.
Nel 1784, Thomas Jefferson, diventato ambasciatore statunitense in Francia, si trasferì a Parigi, dove, nel 1789, fu raggiunto dalla figlia di nove anni, Maria Polly Jefferson, e dalla schiava Sally Hemings, di appena 14 anni. Sally fu descritta di carnagione pressoché bianca con capelli lunghi e lisci. Jefferson ritornò nello stesso anno negli Stati Uniti. Jefferson forzò la giovanissima Sally ad avere una relazione con lui, tanto che a 16 anni ella era già incinta del primo figlio del politico.
Sally probabilmente trascorse il resto della sua vita a Monticello, dove lavorò come cameriera, e nelle vicinanze di Charlottesville, dove si trasferì dopo la morte di Jefferson. Non si sa se fosse capace di leggere o scrivere. Non fu mai ufficialmente affrancata, forse a causa di una legge della Virginia, che imponeva agli schiavi affrancati di lasciare lo Stato entro un anno.
Stando agli scritti di Jefferson, Sally ebbe sei figli dal suo padrone:

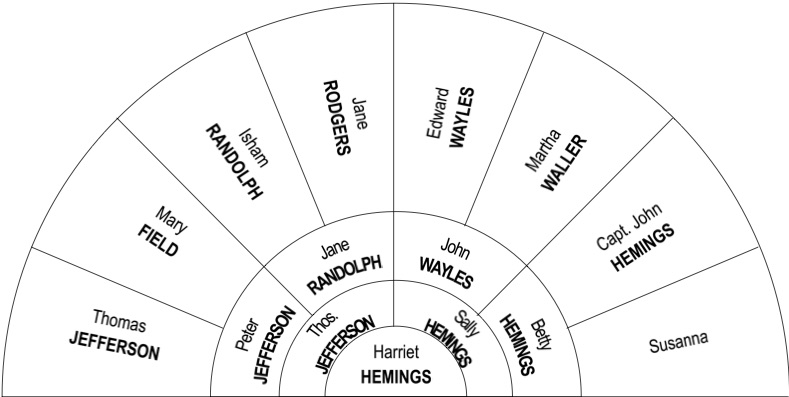
Albero genealogico di Harriet Hemings

- Harriet Hemings (I) (1795 - 1797)
- Beverly Hemings (forse William Beverly Hemings) (1798 – dopo il 1873)
- Una figlia dal nome incerto, forse Thenia (1799 – morta nei primi anni nell'infanzia)
- Harriet Hemings (II) (1801 – dopo il 1863)
- Madison Hemings (forse James Madison Hemings) (1805 - 1877)
- Eston Hemings (forse Thomas Eston Hemings) (1808 - 1856)

Negli scritti di Jefferson non c'è traccia di un trattamento privilegiato riservato ai figli di Sally rispetto agli altri schiavi di Monticello: Jefferson probabilmente non riconobbe mai i suoi stessi figli.

## Discendenti
Tre dei quattro figli di Sally, che raggiunsero la maggiore età, Harriet, Beverley ed Eston, scelsero di effettuare il cosiddetto passing: grazie alla loro carnagione chiara riuscirono a farsi passare per bianchi. L'unico figlio a non compiere il passing fu Madison Hemings.
Nessun discendente maschio di Madison e di Beverley sopravvisse alla Guerra di Secessione, mentre ancora esistono discendenti maschi di Eston. I test del DNA, condotti nel 1998 su di loro, rivelarono la discendenza in linea maschile dal nonno paterno di Jefferson, rendendo quindi plausibile l'ipotesi della paternità di Jefferson.

## Nella cultura di massa
- Il personaggio di Sally Hemings è coprotagonista del film del 1995 Jefferson in Paris, ed è interpretata dall'attrice anglo-zimbabwese Thandiwe Newton.